# Lakes of the Four Seasons
Lakes of the Four Seasons é uma Região censo-designada localizada no estado americano de Indiana, no Condado de Lake e Condado de Porter.

## Demografia
Segundo o censo americano de 2000, a sua população era de 7291 habitantes.

## Geografia
De acordo com o United States Census Bureau tem uma área de
8,0 km², dos quais 6,9 km² cobertos por terra e 1,1 km² cobertos por água.

## Localidades na vizinhança
O diagrama seguinte representa as localidades num raio de 16 km ao redor de Lakes of the Four Seasons.